# 褐绒盖牛肝菌
褐絨蓋牛肝菌（学名：Boletus badius）是歐洲及北美洲一種很普遍的可食牛肝菌。它們雖與美味牛肝菌不怎麼接近，但一些學者，如安東尼奧·卡路奇歐（Antonio Carluccio），仍高度讚揚這種食物。

## 特徵

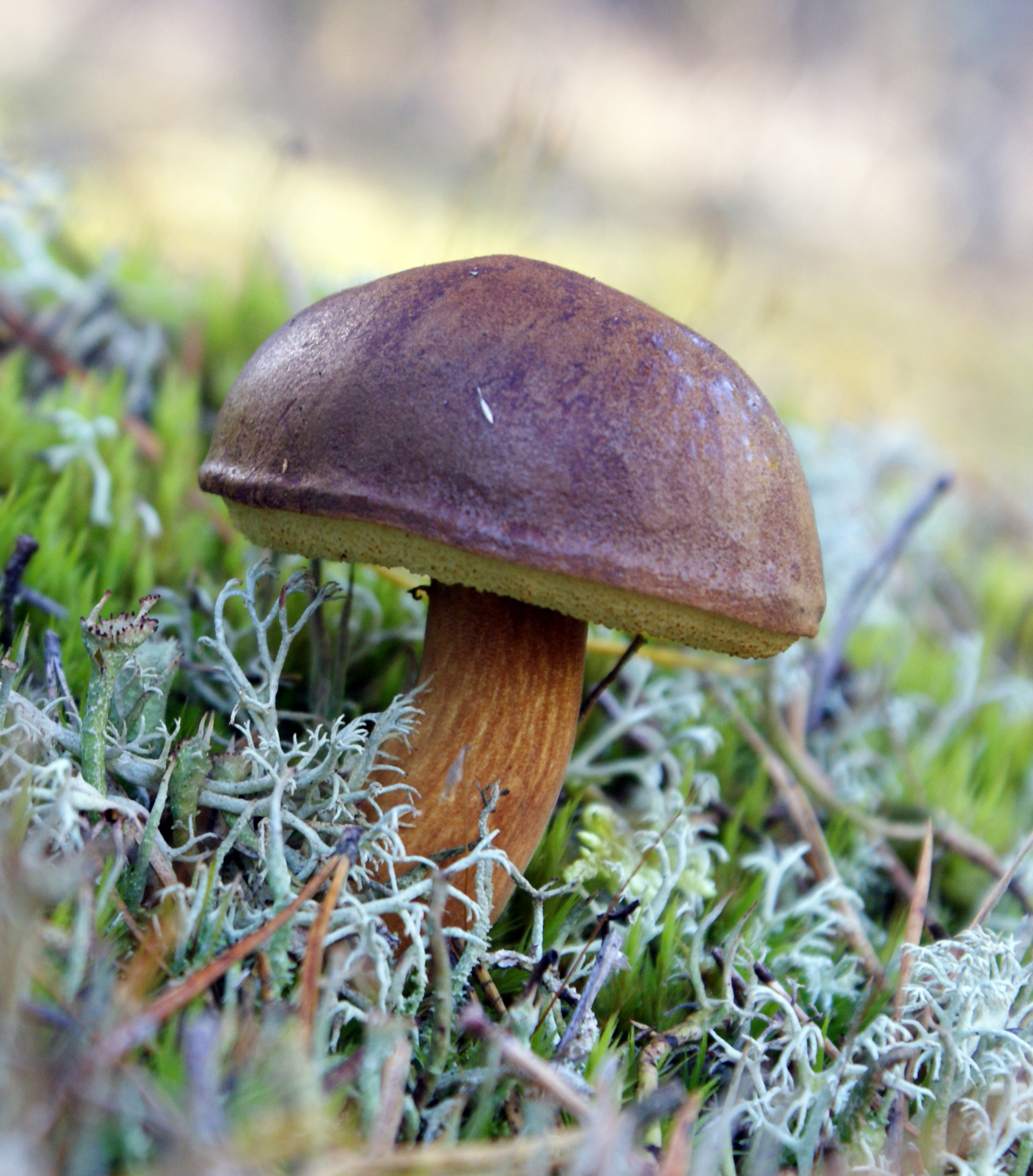
初長成的褐絨蓋牛肝菌。

褐絨蓋牛肝菌的菌蓋是栗褐色的，初長出時呈球狀，展開後扁平，長19厘米。孢子呈奶白色至淡黃色，當爆開後會霑上藍色。菌肉白色及淡藍色，菌莖長12.5厘米，顏色像菌蓋但較淡色。它們較少受到蛆的影響。

## 分佈地
褐絨蓋牛肝菌分佈在歐洲及北美洲的林地，由加拿大東部起，西至美國明尼蘇達州，秋天時南至北卡羅萊納州。

## 外部連結
- AmericanMushrooms.com（页面存档备份，存于）
- healing-mushrooms.net（页面存档备份，存于）